# Nasu Highland Park
Koordinaten: 37° 3′ 50″ N, 139° 57′ 53″ O
Nasu Highland Park (japanisch 那須ハイランドパーク) ist ein japanischer Freizeitpark in Nasu, Tochigi, der im Juli 1979 eröffnet wurde.

## Liste der Achterbahnen
| Name                                      | Typ                                                   | Hersteller                             | Eröffnungsjahr |
| ----------------------------------------- | ----------------------------------------------------- | -------------------------------------- | -------------- |
| Big Boom / ビッグバーンコースター         | Stahlachterbahn mit Inversion                         | Meisho Amusement Machines, Okamoto Co. | 1987           |
| Camel Coaster / キャメルコースター        | Stahlachterbahn ohne Inversionen                      | Meisho Amusement Machines              | 1983           |
| F² Fright Flight / エフ・ツー             | Inverted Coaster                                      | Vekoma                                 | 1995           |
| Panic Drive / パニックドライブ            | Wilde Maus                                            | Sansei Yusoki                          | 2004           |
| Shinpi                                    | Powered Coaster, Familienachterbahn, Dunkelachterbahn | Zamperla                               | 2009           |
| Spinturn Coaster / スピンターンコースター | Spinning Coaster                                      | Meisho Amusement Machines              | 2004           |
| Woopy Coaster / ウーピーコースター        | Powered Coaster, Familienachterbahn                   | unbekannt                              | 2013           |

### Ehemalige Achterbahnen
| Name                                    | Typ                                   | Hersteller                                  | Eröffnungsjahr | Schließungsjahr   |
| --------------------------------------- | ------------------------------------- | ------------------------------------------- | -------------- | ----------------- |
| Batflyer                                | Suspended Coaster, Familienachterbahn | Caripro                                     | 2001           | 2017              |
| Dragon                                  | Powered Coaster, Familienachterbahn   | Zamperla                                    | 1997           | 2012              |
| Lightning Coaster                       | Stahlachterbahn ohne Inversionen      | Meisho Amusement Machines, BHS, Schwarzkopf | 1990 oder 1991 | zw. 1999 und 2003 |
| Speed Bobsleigh / スピードボブスレー    | Stahlachterbahn ohne Inversionen      | Schwarzkopf                                 | 1992           | 2003              |
| Thunder Coaster                         | Stahlachterbahn mit Inversionen       | Meisho Amusement Machines                   | 1979           | 2017              |
| unbekannter Name / ハイループコースター | Shuttle Coaster                       | Meisho Amusement Machines                   | unbekannt      | 1986              |